# Homodihydrokapsaicin
Homodihydrokapsaicin je kapsaicinoid, analog kapsaicinu, obsažený v chilli papričkách (Capsicum). Jedná se o dráždivou látku, tvořící průměrně asi 1 % směsi kapsaicinoidů; jeho pálivost je 8 600 000 SHU, tedy přibližně poloviční oproti kapsaicinu. Jedná se o lipofilní látku, v čisté podobě vytvářející bezbarvé krystaly.